# Cesvaine
Cesvaine (en allemand Sesswegen) est une ville de la région de Vidzeme en Lettonie. Elle a 3 423 habitants pour une superficie de 17,97 km2.
Avant 2009 elle appartenait au district de Madona (Madonas Rajons).

## Histoire

Blason de Cesvaine

La localité fait partie de l'Ordre Livonien en 1209 avec d'autres bourgs de la région et deux ans plus tard est un territoire des chevaliers Porte-Glaive, mais elle retourne à l'évêque de Livonie en 1213. L'évêché fait construire en 1420 un château fort médiéval à la place de la forteresse de bois. Il y avait dix-huit foyers à la fin du XVIe siècle.
Les troupes russes prennent le village pendant la guerre de Livonie et détruisent le château. En 1582, le village entre en possession de la Pologne. L'armée russe envahit de nouveau la région en 1656. Elle entre dans le gouvernement de Livonie de l'Empire russe au-début du XVIIIe siècle. C'est à Sesswegen, où son père Christian David Lenz était pasteur, que naquit en 1751 le dramaturge proche de Goethe, Jakob Lenz. Le village prend de l'importance au début du XIXe siècle, lorsque la famille von Wulf, qui fait partie de la noblesse germano-balte, achète le domaine et fait venir de nouveaux paysans. Le baron Adolph Emil von Wulf fait construire le nouveau château à la fin du XIXe siècle.

## Architecture
- Château de Seßwegen

## Personnalités
- Jakob Lenz (1751-1792), dramaturge représentant du Sturm und Drang